# Farewell Dear Ghost
Farewell Dear Ghost ist eine 2013 gegründete Indie-Pop-Band aus Wien.

## Geschichte
Kopf des Projekts ist der aus der Obersteiermark stammende Singer-Songwriter Philipp Szalay (* 1989), der in seiner Schulzeit autodidaktisch das Gitarrespiel erlernte. 2006 nahm er zusammen mit Paul Plut von Viech das erste inoffizielle Album mit seinen ersten selbst geschriebenen Liedern auf. Seit 2008 lebt und studiert Szalay in Graz und widmet sich ernsthaft seiner Musik.
2013 gründete er das Musikprojekt Farewell Dear Ghost. Szalay nannte das Projekt nach dem gleichnamigen Song von Tobias Kuhns ersten „Monta“-Album Where Circles Begin.
Das Debüt-Album We Colour the Night erschien am 15. November 2013 beim österreichischen Independent-Label schoenwetter schallplatten. Die Single-Auskopplung Fire erreichte am 16. November 2013 Platz 1 der FM4 Charts und wurde von der FM4-Musikredaktion auf Platz 9 der Top 100 des Jahres 2013 gewählt. Die Band war für den FM4 Award im Rahmen der Amadeus-Verleihung 2014 nominiert.
Farewell Dear Ghost war unter anderem beim Waves Vienna 2013 zu sehen. Vor größerem Publikum trat Farewell Dear Ghost erstmals im November 2013 als Support von The Naked and Famous im Gasometer in Wien auf. Im ersten Halbjahr 2014 war die Band dann unter anderem im Flex Café in Wien, im Beatpol in Dresden, im Kulturzentrum E-Werk in Erlangen, im Kölner Gebäude 9, im Kulturzentrum Tollhaus, im Uebel & Gefährlich in Hamburg und in München im Freiheiz sowie auf dem Theatron PfingstFestival zu sehen. Von 30. April bis 3. Mai 2015 befand sich die Band auf China-Tournee und spielte dabei ausverkaufte Konzerte in den Städten Peking, Nanjing, Shanghai und Wuhan. Der Radiosender FM4 veröffentlichte das Tour-Tagebuch von Schlagzeuger Andreas Födinger.
Am 9. Dezember 2015 erschien mit dem Video zu „We Were Wild Once“ der erste Vorbote der für 12. Feber 2016 angekündigten EP „Skin“. Der Titel stieg am 26. Dezember als höchster Neueinstieg der Woche auf Platz 8 in die FM4 Charts ein und erreichte innerhalb von 3 Wochen am 16. Jänner 2016 den 1. Platz.  Ende Jänner bestätigten sowohl die deutsche als auch die österreichische Booking-Agentur, dass die Band die US-amerikanische Rockband Nada Surf auf deren Europa-Tournee als Support begleiten wird. Die Band tritt dabei in Deutschland, Belgien, Holland, Schweiz, Österreich und Italien auf. Am 3. Feber 2016 gab die Gruppe bekannt, dass der führende österreichische Telekommunikationsanbieter A1 Telekom Austria den Song „Fade Out“ vom Debüt-Album „We Colour the Night“ in seiner aktuellen Rundfunkkampagne verwendet. Die Band veröffentlichte daraufhin auch ein offizielles Video zu dem Song, das während des Live-Auftritts am Fm4-Geburtstagsfest gefilmt wurde. Am 1. März 2016 war die Band Gast in der Late-Night-Show Willkommen Österreich auf ORF eins und spielte eine Live-Version des Titels „We Were Wild Once“.
2016 trat die Band neben zahlreichen Konzerten in Österreich und Deutschland auch in Istanbul und Prag auf. 2017 intensivierte die Band ihre Auslands-Aktivitäten, sie trat u. a. in Budapest, Budweis, Zagreb, Prag und Tel Aviv auf. Außerdem spielte die Band in diesem Jahr bei den zwei renommiertesten Showcase-Festivals Europas, dem Eurosonic Noorderslag in Groningen, Holland und dem Reeperbahn-Festival in Hamburg. Das Highlight der internationalen Aktivitäten war eine 11-tägige Asien-Tour, die die Band nach Korea und China führte. In Seoul, Hefei, Ningbo, Shanghai und Peking wurden Konzerte gespielt. An den konzertfreien Tagen wurde in Shanghai ein Musikvideo zur dritten Singleauskopplung von Neon Nature, „Hollywood Dreaming“, gedreht. Wie bereits bei der China-Tournee 2015 berichtete Schlagzeuger Andreas Födinger wieder in einem Tour-Tagebuch, diesmal veröffentlicht von der Zeitschrift The Gap.

### Neon Nature

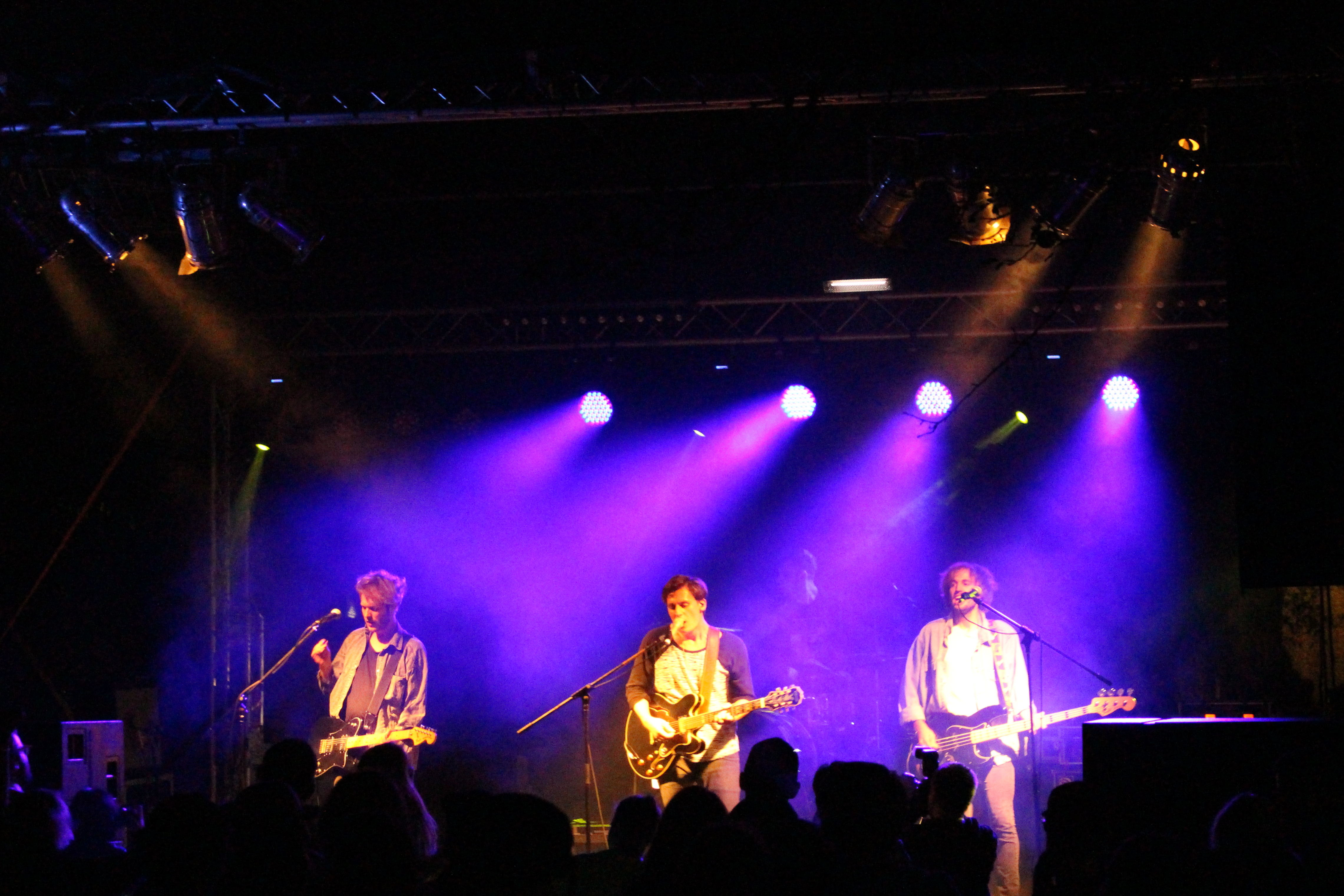
Farewell Dear Ghost am Picture on festival 2016

Im Herbst 2016 begann die Band mit den Arbeiten am Nachfolge-Album von We Colour The Night. Die erste Studio-Session fand im Dezember 2016 statt, wie beim Debüt-Album und bei der EP Skin arbeitete man auch diesmal wieder mit dem Grazer Produzenten Christofer Frank zusammen. Die Schlagzeug- und Klavieraufnahmen wurden in Judendorf, in den Opus Recorder Studios von Ewald Pfleger, gemacht, ansonsten arbeitete man in Franks c-60 studios in Graz. Zwei weitere Studio-Sessions folgten, bis Anfang Juli 12 Songs aufgenommen und die Arbeiten am Album abgeschlossen waren.
Am 8. Juni 2017 wurde die erste Single-Auskopplung aus dem Album veröffentlicht: „Pink Noise“, mit einem vom Wiener Regie-Duo Apesframed produzierten Video. Die zweite Auskopplung war der Song „Moonglass“, für das Denise Haslinger ein Lyric-Video gestaltete. Die Band spielte beide Songs am 14. Juli 2017 am Rock Im Dorf Festival in Inzersdorf zum ersten Mal live. Dritte Auskopplung war der Album-Opener „Hollywood Dreaming“, das Video dazu wurde von Franziska Seifner und Isabella Strehlau produziert. „Tease“ (Duett mit Avec) und „Kimono Blazer Vibe“ waren die vierte und fünfte Auskopplung.
Gemischt wurde das Album diesmal von Alex „Fire“ Tomann, das Mastering übernahm wie schon bei den vorherigen Veröffentlichungen Werner Weitschacher. Der Salzburger Designer Lucas Gerstgrasser gestaltete das Artwork für CD und Vinyl, sowohl das Artwork des Debüt-Albums als auch der Skin-EP stammen ebenfalls von ihm. Die Fotos am Cover sowie im Booklet machte der Wiener Fotograf Christoph Liebentritt. Das Album Neon Nature wurde am 13. Oktober 2017 auf dem Label Ink Music veröffentlicht.
Am 15. Feber 2018 wurde bekannt gegeben, dass die Band mit dem Album Neon Nature für den FM4-Award beim Amadeus Austrian Music Award 2018 nominiert sind. Nach der ersten Voting-Runde wurde am 22. Feber verlautbart, dass die Band die Top 5 und damit das Finale erreicht hat. Am 22. März 2018 gewannen Farewell Dear Ghost den FM4 Award 2018.

## Auszeichnungen (Auswahl)
- Amadeus-Verleihung 2018 – FM4 Award[33]

## Diskografie

### Alben
- 2013: We Colour the Night (Schoenwetter Schallplatten)
- 2017: Neon Nature (Ink Music)

### EPs
- 2016: Skin (Ink Music)

### Singles
- 2013: Cool Blood (Sevenahalf Records)
- 2013: Fire (Sevenahalf Records)
- 2013: Wake Up (Sevenahalf Records)
- 2015: We Were Wild Once (Ink Music)
- 2016: All of Me (Ink Music)
- 2017: Pink Noise (Ink Music)
- 2017: Moonglass (Ink Music)
- 2017: Hollywood Dreaming (Ink Music)
- 2017: Tease ft. Avec (Ink Music)
- 2018: Kimono Blazer Vibe (Ink Music)
- 2021: Nobody (Ink Music)